# Modilianum
Modilianum és una revista periòdica, de caràcter semestral i de subscripció, que ofereix articles amplis i detallats sobre diferents aspectes de la comarca natural del Moianès, els quals comparteixen entre ells un factor comú: l'interès pels components històrics. Entre els exemplars d'aquesta publicació es troben números que inclouen continguts de temes miscel·lanis i també d'altres que tenen com a eix central un mateix assumpte, és a dir, que són de caràcter monogràfic. A banda del que s'ha exposat fins al moment, la revista també conté ressenyes d'altres publicacions, així com d'audiovisuals, que guarden relació amb l'àmbit del Moianès.

## Breu Història
La revista Modilianum, dirigida per l'historiador i bibliotecari Jaume Clarà i Arisa, va ser fundada el 1960 per Llogari Picanyol Pla, arxiver i historiador nascut a Moià (Moianès) el 1896 i portaveu de l'Oficina Turística Municipal Moyanesa i del Patronato de Estudios Moyaneses. Des dels seus inicis la publicació ja inclogué temes locals i comarcals d'interès històric escrits majoritàriament en castellà, a diferència de l'edició actual redactada íntegrament en català.
La primera etapa de Modilianum va durar nou anys, de 1960 fins a 1969, quan la revista es va deixar de publicar perquè, d'acord amb l'epíleg inclòs en el darrer número de la mateixa "actualment no hi ha qui es vegi amb cor de seguir les petjades del P. Llogari. Faria falta un amor encès vers la investigació històrica, una fidelitat sense desmai per la vila de Moià i una capacitat de treball com la del nostre benvolgut amic que ara fa un any, inopinadament ens va deixar". Cal assenyalar que els exemplars d'aquesta època es poden trobar en format pdf al Fons local de publicacions periòdiques digitalitzades.
Vint anys més tard, el 1989, i coincidint amb els actes celebrats amb motiu del 150è aniversari de la Crema de Moià durant la Primera Guerra Carlina (1833-1840), Modlilianum reapareix de nou, encetant així la segona etapa de la revista moianesenca. Els reiniciadors de la publicació, procedents del camp de la història i dirigits per l'escolapi Rossend Casallarch van decidir crear l'Associació Cultural Modilianum per reprendre l'edició de la revista i fomentar, des de l'entitat, el coneixement sobre la comarca del Moianès.
L'Associació Cultural Modilianum, amb funcionament actualment, té la seu a Moià i dur a terme diverses actuacions per tal de complir el seu objectiu principal, que com ja s'ha exposat és el de "fomentar i difondre el coneixement sobre el conjunt de la comarca del Moianès i sobre cadascun dels pobles que en formen part, amb especial incidència en els àmbits de la història i de les ciències socials", segons la pàgina web de l'associació. Una d'aquestes actuacions és la de publicar no solament la revista Modilianum, sinó també la d'editar els Quaderns de divulgació, textos d'entre 20 i 40 pàgines on es recull la història d'aspectes concrets -espais, personatges, entre altres- relacionats amb el Moianès, com ara les Coves del Toll o Rafel de Casanova, nascut a Moià. A més a més, aquesta entitat també organitza conferències, visites guiades i exposicions.

## Col·laboradors
1a etapa. D'acord amb el número de Modilianum amb data de l'1 de juny de 1960 la direcció de la revista estava constituïda pels següents membres:
- Sebastián Oller, President del Patronat
- José Orriols, Vocal
- Magín Vilardell, Vocal
- R. P. Leodegario Picanyol, Assessor i Director de Modilianum

2a etapa. D'acord amb la pàgina web de l'Associació Cultural Modilianum el Consell de Redacció de la revista està constituït actualment per:
- Manel Alsina i Roqueta
- Albert Arnaus i Picañol
- M. Carme Bermúdez i Moyano
- Mercè Bigorra i Estevadeordal
- Jaume Clarà i Arisa
- Jordi Cortès i Rodríguez
- Josep Font i Sentias
- Josep Galobart i Soler
- Eduard Gómez i Costa
- Jaume Perarnau i Llorens
- Elvira Permanyer i Sert
- Ma. Àngels Peit i Mendizàbal
- Roser Portet i Capdevila
- Carles Riera i Fonts
- Josep Ruaix i Vinyet
- Roser Serra i Coma
- Ramon Tarter i Fonts
- Luis Viladrich i Homs

## Disseny
El disseny de la primera etapa (1969-1969) de Modilianum, així com el format de la revista durant l'inici de la seva segona època (1989) són molt similars. Ambdós presenten una coberta llisa, d'un sol color (blau clar, groc, o taronja), on a dalt de tot hi apareix el nom de la publicació escrit amb lletres majúscules de tipologia romana. Al centre de la coberta hi ha l'escut de Moià, la presentació del qual varia al llarg dels anys -en alguns exemplars es presenta amb forma quadrada, en d'altres amb forma de rombe, etc.- i a sota d'aquest s'indica el número de la revista corresponent i el mes i any en els quals ha estat publicada. Pel que fa al disseny de l'interior de Modilianum voldria subratllar que tampoc hi ha un canvi notable entre la primera etapa i el començament de la segona. Tot i això, sí que es poden destacar alguns canvis com la introducció de gràfics i taules, així com una major presència de la imatge en l'inici de la nova època.
El número 16 de 1997 trenca amb el disseny de la revista vigent durant tants anys. La principal transformació es pot apreciar a primer cop d'ull: la coberta ja no és llisa, si no que hi apareixen imatges en color. A més a més, el format interior es modernitza. El cos de lletra s'empetiteix, mentre que augmenten els espais en blanc, tant pel que fa a l'interlineat com als marges. El 2004 es produeix una nova modificació en el format de Modilianum. La coberta, a banda d'incloure una imatge en color com a protagonista de la portada, incorpora quatre petits titulars. Aquests estan situats a la part inferior de la coberta i no estan col·locats sobre la imatge, sinó sobre un fons de color. Així doncs, la il·lustració o fotografia no ocupa la coberta completa com en els números anteriors, sinó tres quartes parts de la portada, ja que la part restant és on se situen els titulars. Cal esmentar també que es produeixen petits canvis en el disseny interior de la publicació: la tipologia de lletra dels articles passa de ser romana a ser de pal sec i la numeració de les pàgines ja no s'indica a la part inferior dreta, sinó al marge dret del full. Finalment comentar també que hi ha elements en comú durant la primera i la segona etapa com ara les fotografies que sempre són el blanc i negre i la tipologia emprada per les lletres de la capçalera.

## Números
La revista Modilianum acumula un total de 75 números, 29 pertanyents a la primera etapa i 46 corresponents al segon període. Cal tenir en compte que aquesta entrada a la Viquipèdia s'ha escrit el desembre de 2012, per tant, el nombre d'exemplars corresponents a la segona etapa de la publicació no és definitiu i caldrà consultar al web de l'Associació Cultural Modilianum en cas de voler conèixer el nombre exacte d'exemplars. Cal destacar també, que en aquest portal virtual es pot trobar el sumari de cada un dels números de la segona etapa de la revista on es mencionen els temes inclosos dins la mateixa i els redactors que han portat a terme els articles. Finalment, afegir que la Biblioteca de Moià conserva tots els exemplars d'aquesta revista, tant els de la primera etapa com el de la segona.

## Webgrafiai bibliografia
- Pàgina web de l'Associació Cultural Modilianum [Consulta: novembre- desembre 2012]: http://www.modilianum.org/html/l_associacio.html
- Pàgina web de l'Enciclopèdia Catalana [Consulta: novembre- desembre 2012]: http://www.enciclopedia.cat
- Pàgina web del Fons local de publicacions periòdiques digitalitzades [Consulta: novembre- desembre 2012]: http://www.diba.cat/xbcr/default.htm Arxivat 2013-07-27 a Wayback Machine.
- Modilianum (primera etapa), número 1, Moià, 1960
- Modilianum (segona etapa), número 1, Moià, 1989
- Modilianum (segona etapa), número 2, Moià, 1990
- Modilianum (segona etapa), número 16, Moià, 1997
- Modilianum (segona etapa), número 17, Moià, 1997
- Modilianum (segona etapa), número 30, Moià, 2004
- Modilianum (segona etapa), número 45, Moià, 2011